# Flèches de la mer d'Azov
Les flèches de la mer d'Azov, ou flèches azoviennes, désignent les nombreuses flèches littorales qui traversent la mer d'Azov, qui est parfois considérée comme une extension nord-orientale de la mer Noire et dont la souveraineté actuelle est partagée de jure entre la Russie et l'Ukraine. Ces étroites bandes de terre atteignent des longueurs variées, pouvant aller de quelques mètres à plusieurs dizaines de kilomètres. Les deux plus grandes, la flèche d'Arabat et celle de Fedotov (numéros 1 et 2 sur la carte), mesurent respectivement 112 et 45 km de long.
La plupart des flèches se sont formées à la suite d'un dépôt de sable, de limon et de coquillages par les écoulements fluviaux dans les baies de la mer d'Azov. De nombreuses flèches sont ainsi orientées vers le sud et sont des prolongements des rives droites de leur cours d'eau. La plupart ont une base triangulaire et accueillent de nombreuses lagunes sur leur côté ouest. L'extrémité de certaines d'entre elles est ainsi élargie et courbée vers l'ouest. Leur forme varie rapidement avec le temps. Par exemple, la flèche d'Arabat ne s'est constituée que vers les XIIe-XIIIe siècles et d'autres ont été partiellement ou entièrement emportées par les courants d'eau,.
1. Flèche d'Arabat
2. Flèche de Fedotov
3. Flèche d'Obitotchna
4. Liman de Berdiansk
5. Flèche de Bilossaraï
6. Flèche de Krivaïa
7. Flèche de Beglitsk
8. Yeysk (gauche) et Glafirovsk (droite)
9. Dolgaya
10. Kamyshevatsk
11. Yasensk
12. Achuevsk
13. Flèche de Tchouchka.